# Виола, Билл
Билл Виола (англ. Bill Viola; 25 января 1951[…], Куинс, Нью-Йорк — 12 июля 2024, Лонг-Бич, Калифорния) — современный американский художник, работавший в жанре видео-арт.

## Биография
Детство и юность Виола провёл в городах штата Нью-Йорк, где в Сиракузском университете получил степень бакалавра (а в 1995 — и доктора) изящных искусств. Там же были выставлены его первые работы. После окончания обучения Виола увлекается музыкой, затем уезжает в Италию, где знакомится с Нам Джун Пайком и Вито Аккончи. В 1970-е художник много путешествует, посещает Соломоновы Острова, Индонезию, Австралию, Японию, интересуется традиционным искусством и восточной мистикой, женится на австралийке. Наконец, Виола возвращается в США, где к нему постепенно приходит вначале американское, а затем и мировое признание. Сейчас его работы выставлены в лучших музеях земного шара.

### Смерть
Умер от осложнений болезни Альцгеймера у себя дома в Лонг-Бич, штат Калифорния, 12 июля 2024 года в возрасте 73 лет.

## Искусство
Стиль Виолы достаточно эклектичен, он заимствует мотивы европейского Ренессанса, мусульманского и буддийского искусства. Основная проблематика — эмоциональные состояния человека, время, границы бытия и небытия, искусства и жизни. Активно используются свет, цвет, музыка. Наиболее известные работы и серии — «Five Angels for the Millennium», «Nantes Triptych», «Raft», «Passions».

## Билл Виола и Россия
- Младший сын Виолы назван в честь Андрея Тарковского.
- В 1997 году впервые в России работа Билла Виолы была показана в Русском музее (видеоинсталляция «Познание сердца» (1983). Работа демонстрировалась на выставке «У предела» в залах Мраморного дворца.
- В 2003 году работа Билла Виолы была показана в Государственном Эрмитаже — видеоинсталляция «Приветствие»/The Greeting (1995) была привезена Фондом «ПРО АРТЕ» в рамках Международного фестиваля видео-арта [PRO]СМОТР.
- В 2005 году в Пушкинском музее экспонировалась инсталляция Виолы «Приветствие».
- В 2004 году художник создал видеоинсталляцию к постановке Питером Селларсом оперы Рихарда Вагнера «Тристана и Изольды», которая была показана в Лос-Анджелесе и Париже под управлением Эсы-Пекка Салонена, под управлением Валерия Гергиева в Роттердаме и Санкт-Петербурге (Концертный зал Мариинского театра, 2008 год)[10][11].
- В 2009 году Фонд «ПРО АРТЕ» показал видеоинсталляцию Билла Виолы «Квинтет Памяти»/The Quintet of Remembrance (2000) в Петропавловской крепости.
- В 2014 году Фонд «ПРО АРТЕ» показал видеоинсталляцию Билла Виолы «Море безмолвия»/The Silent Sea (2002) в Государственном Эрмитаже. Виола впервые присутствовал на открытии своей выставки в Санкт-Петербурге.
- С 2018 года видеоинсталляция Билла Виолы «Море безмолвия» / The Silent Sea (2002) находится в коллекции Государственного Эрмитажа и выставлена в постоянной экспозиции в Главном штабе, зал 353. Это стало возможным благодаря дару Благотворительного фонда Владимира Потанина при содействии Фонда «ПРО АРТЕ».
- В 2019 году Фонд «ПРО АРТЕ» в совместном проекте с Большим драматическим театром — «Программа современного искусства в Фанерном театре БДТ» — показал видеоработы Билла Виолы на большом экране — «Три женщины» / Three Women (2008) и «Квинтет изумленных» / The Quintet of the Astonished (2000)